# Grünthal (Wenzenbach)
Grünthal ist ein Gemeindeteil der Gemeinde Wenzenbach auf der Gemarkung Grünthal I im Landkreis Regensburg.
Das Dorf liegt gut drei Kilometer südwestlich von Wenzenbach südlich der Bundesstraße 16 und nördlich des Stadtgebiets von Regensburg.

## Geschichte
Die Entwicklung des Wenzenbacher Raumes und die Besiedlung dieses Tales lässt sich bis ins 9. Jahrhundert zurückverfolgen. Die genaue Zahl der Hofstellen verzeichnet das Salbuch von Schönberg. Grünthal war eine bäuerliche Ansiedlung, deren dörflicher Charakter sich bis ins 20. Jahrhundert erhalten hat. Familiennamen wie Beier, Kargl, Lingauer, Schmalzl, Schmid und Weigert lassen sich urkundlich drei Jahrhunderte zurück nachweisen. Ursprünglich gingen die Äcker und Wiesen weiter nach Osten, dazu zählte der Schönachhof, der heute Waldung ist und 1877 letztmals urkundlich genannt wurde.
Die Herrschaft Schönberg übte im Mittelalter die Gerichtsbarkeit in diesem Raume aus. 1536 verzeichnete das Steuerregister Schönberg die Orte Wenzenbach, Hohenroith, Lindhof, Höhenhof, Irlbach, Harthof und Gonnersdorf; ferner „die, die außerhalb und im Gericht schonperg guetter liegend haben“, zu denen Grünthal mit neun Steuerpflichtigen gehörte; weiterhin die im „Fürstentum“ (Pfalz-Neuburg) liegenden, aber zum Gericht gehörenden Untertanen: Schwabelweis mit acht, Thanhof mit einem Wutzlhofen mit drei und Haslbach mit einem Steuerpflichtigen.
Vom 14. bis 18. Jahrhundert waren die meisten Gebiete im Wenzenbacher Raum der Herrschaft Schönberg im Kurfürstentum Bayern zugehörig. Alle Siedlungen, die später zur Gemeinde Grünthal kamen, aber nicht zur Herrschaft Schönberg gehörten, zählten zum oberpfälzischen Amt Sallern-Zeitlarn (Grünthal) oder zum kurbayerischen Herzogtum Neuburg (Fußenberg).
Mit dem Gemeindeedikt von 1808 zur Bildung der Gemeinden beginnt die Geschichte der ehemaligen Gemeinde Grünthal, die 1818 im Gericht Regenstauf beurkundet wurde und unter anderem mit Brandlberg, Thanhof, Jägerberg und Pentlhof eine Gemeinde bildete. Schönberg erhielt Grafenhofen, Irlbach und Gonnersdorf, Roith zählte zu Fußenberg (später zu Grünthal) und Thanhausen zu Hauzenstein. 1857 kamen die Steuerbezirke Hauzenstein, Hölzlhof und Schönberg zum Landgerichtsbezirk Regenstauf, Grünthal dagegen zum Bezirksamt Stadtamhof. Bei der Auflösung des Bezirksamts Stadtamhof kam die Gemeinde 1929 zum Bezirksamt Regensburg, das später zum Landkreis Regensburg wurde.
Verschiedene Änderungen dieser Gemeindegrenzen führten erst 1924 zur Bildung der Gemeinde Grünthal mit den Orten und Weilern Grünthal, Irlbach, Fußenberg, Roith, Sandhof, Grafenhofen, Ölberg, Lettenthal, Thurnhof, Unter- und Oberackerhof, Hölzlhof, Abbachhof, Schnaitterhof, Gonnersdorf, Jägerberg und Thanhof.
Zum Ende April 1978 wurde die Gemeinde Grünthal im Zuge der Gebietsreform in Bayern aufgelöst und am 1. Mai 1978 ihre über 1600 Einwohner und 14,57 km² Fläche in die Gemeinde Wenzenbach eingegliedert, ebenso wie die Gemeinde Hauzenstein.
Somit bildet der Raum Wenzenbach wieder eine Einheit, wie ihn die Herrschaft von Schönberg schon einige Jahrhunderte zuvor innehatte.

## Vereine
In Grünthal gibt es etliche Vereine, die sich aktiv in die Dorfgemeinschaft einbringen.
Zu diesen zählen zum Beispiel ein Schützenverein und der Tennisverein.

Die Freiwillige Feuerwehr Grünthal mit Feuerwehrhaus in der Keilbergstraße ist eine von drei Feuerwehren im Gemeindegebiet Wenzenbach; sie ist zuständig für den abwehrenden Brandschutz sowie die Technische Hilfeleistung in den Ortsteilen Grünthal, Irlbach und Gonnersdorf sowie für die Höfe Thanhof, Jägerberg, Hölzlhof sowie Ober- und Unterackerhof. Die FF ist ausgerüstet mit einem LF 10, einem MZF, einem TSA, sowie einen vom Verein angeschafften VSA.

Der Stock-Car Club Grünthal geht seit Jahren sehr erfolgreich dem Stock-Car-Sport nach, wurde mehrfach Deutscher Meister und ist der Erfolgreichste Verein im Bayerischen Stock-Car Verband (BSCV). Das Vereinsheim befindet sich in der Hölzlhofstraße in Gonnersdorf.